# Marie Troubetzkoy (1877-1958)
Ne doit pas être confondu avec Marie Troubetzkoy (1898-1948).
Marie Troubetzkoy, princesse Troubetskoï (née Marie Rodzianko en 1877 dans l'Empire russe et morte en 1958 au Royaume-Uni) est une femme de lettres russo-ukrainienne écrivant en langue anglaise.

## Famille
Issue d'une famille de l'aristocratie ukrainienne mais non titrée, Marie est la fille du major-général Paul Rodzianko (ru) (1854-1932) et de la princesse Marie Galitsyne (1852-1944). Elle est également la nièce de l'homme politique russe Mikhaïl Rodzianko (1859-1924).
En 1895, Marie épouse, en premières noces, le prince Alexandre Chavchavadze (1870-1931) avec lequel elle a trois enfants :
- Paul Chavchavadze (1899-1971), prince Chavchavadze, qui épouse la princesse Nina Georgievna de Russie (1901-1974) ;
- Youri Chavchavadze (1903-????), prince Chavchavadze ;
- Marina Chavchavadze (1905-????), princesse Chavchavadze.

Divorcée en 1915, Marie s'unit, la même année, au prince Pierre Troubetzkoy (1881-1960), qui est entomologiste. De ce second mariage ne naît aucun enfant.

## Biographie
Bien que née avant le mariage de ses parents[réf. nécessaire], Marie devient, durant sa jeunesse, demoiselle d'honneur de l'impératrice douairière Maria Fedorovna, mère du tsar Nicolas II de Russie.
Réfugiée en Moldavie au moment de la révolution russe, Marie émigre avec sa famille à Bucarest peu de temps après. 
En 1921, le petit groupe part vivre à Londres, où la princesse ne tarde pas à ouvrir une boutique de chapeaux pour subvenir aux besoins de sa famille. En 1925, elle écrit le texte du livre pour enfant Katoufs, illustré par la grande-duchesse de Russie Marie de Grèce.
Marie finit ses jours dans le Dorset.

## Œuvre de la princesse
- Katoufs, 1925 (avec les illustrations de la grande-duchesse Georges de Russie)